# جکی گرانت (بازیکن فوتبال)
جکی گرانت (انگلیسی: Jackie Grant; ۸ سپتامبر ۱۹۲۴ – اوت ۱۹۹۹) بازیکن فوتبال اهل بریتانیا بود.
از باشگاه‌هایی که در آن بازی کرده‌است می‌توان به باشگاه فوتبال اورتون اشاره کرد.